# Пентагондодекаэдр
Пентаго́ндодека́эдр (от др.-греч. πενταγον — «пятиугольник» +  δωδεκάεδρον — «двенадцатигранник») — объёмная фигура с двенадцатью гранями в форме неправильных пятиугольников.

## Фигура
Относится к додекаэдрам.
Визуально он похож на платоновский додекаэдр, но имеет не икосаэдрическую, а тетраэдрическую симметрию.
Грани пентагондодекаэдра — неправильные пятиугольники, симметричные относительно плоскости, проходящей через центр фигуры.
Относится к точечной группе Th или {\displaystyle m{\overline {3}}}

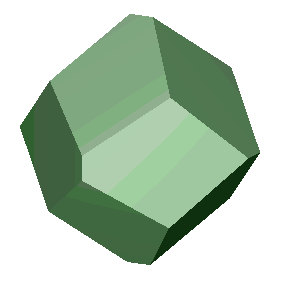
индексы граней {10 9 0}
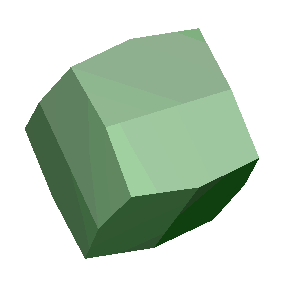
индексы граней {7 1 0}
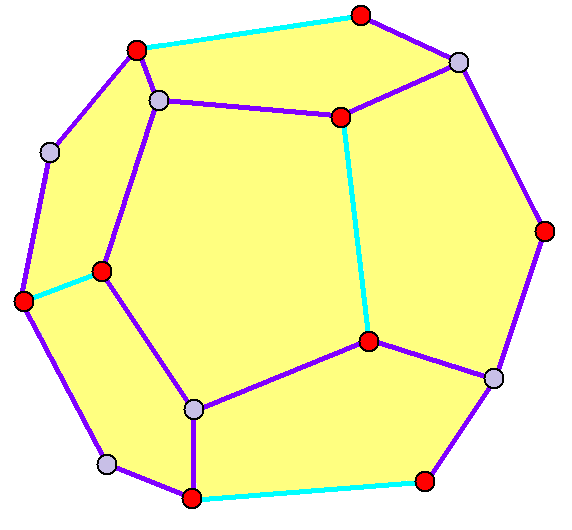
12 граней
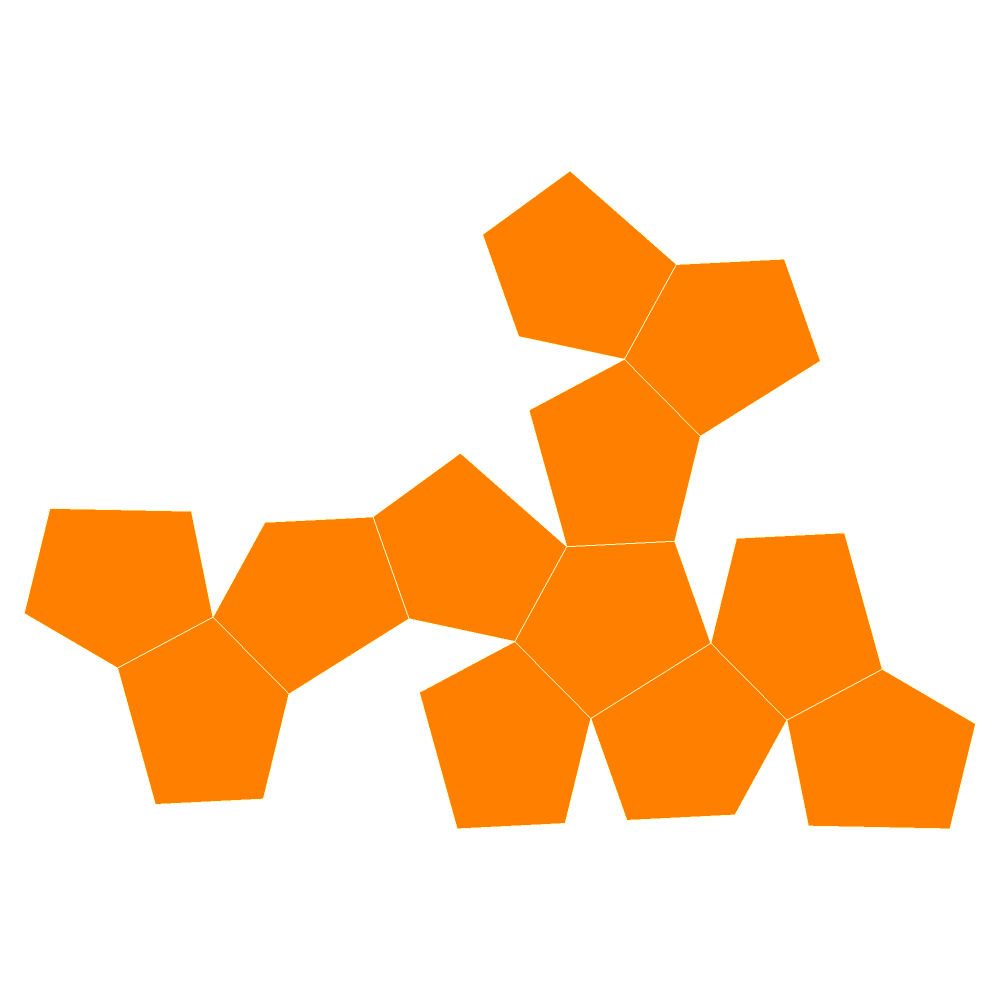
развёрнутые 12 граней

## В кристаллографии

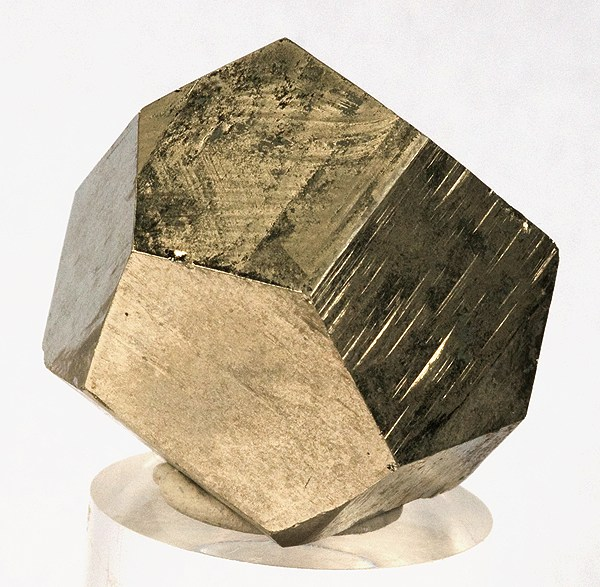
Кристалл пирита

Пентагондодекаэдр (пентагон-додекаэдр или додекаэдрон — двенадцатигранник) — замкнутый двенадцатигранник с гранями в форме пятиугольников с 4 равными сторонами и 1 неравной стороной.
Одна из простых форм кристаллов кубической сингонии. Это закрытая форма, состоящая из 12 равных граней, имеющих форму неправильных пятиугольников. Она часто встречается в кристаллах пирита.
- Символ в кристаллографии — {hko}
- Синоним — пентагональный додекаэдр